# Ulrik Jansson
Rolf Ulrik Jansson, född 2 februari 1968 i Växjö, är en svensk tidigare allsvensk fotbollsspelare (mittfältare). Han är bror till Jesper Jansson.

## Fotbollskarriären
Jansson började spela fotboll i Braås GoIF. Som 15-åring gick han till IFK Värnamo. 1986 gick han till Östers IF. Jansson spelade i allsvenskan för Östers IF och Helsingborgs IF. Han gjorde 6 A-landskamper för Sverige och kom med i VM-truppen 1990, utan att ha spelat en A-landskamp. A-Landslagsdebuten skedde i Tommy Svenssons första landskamp efter VM 1990, 22 augusti mot Norge i Stavanger, som efterföljdes av fler träningslandskamper där ett inhopp mot Österrike på Råsunda blev den sista, 1 maj 1991.
Han värvades till Helsingborgs IF från Östers IF 1994. Jansson bidrog till att HIF tog SM-guld 1999, och fick sedan vara med om ett Uefa Champions League-gruppspel. Samma år 2000 blev han utsedd till årets HIF:are i Helsingborgs IF. Totalt spelade han 327 A-lagsmatcher och gjorde 30 mål för HIF.